# 第506重戦車大隊
第506重戦車大隊（だい506じゅうせんしゃだいたい、独: Schwere Panzerabteilung 506）は第二次世界大戦時に存在したドイツ国防軍陸軍直轄の重戦車大隊。

## 創設
1943年7月20日に編成され、1943年8月に45両のティーガーを受領。9月12日に鉄道で東部戦線へ出発し、1943年9月19日から20日にかけて南方軍集団線区へ到着し、以後東部戦線で活動。